# ポロヌプリ岳
ポロヌプリ岳（ポロヌプリだけ）は、北海道の紋別郡興部町と紋別郡西興部村の2町村にまたがる標高835.4mの山である。山頂には二等三角点「班渓山」が設置されている。

## 概要
北見山地北部の毛鐘尻山と天北峠の間にある標高808mの無名峰から南東に分岐し標高870m峰を経て連なる支稜線上の山で、さらに南西方向には拳骨山が聳える。
山名はアイヌ語の「ポロ・ヌプリ（大きい・山）」が語源であるとされる。枝幸町（歌登町）と中頓別町の境界にはポロヌプリ山というよく似た山名の山がある。

## 登山
登山道は存在しないため残雪期に登られることが多い。興部川支流である本間の沢川沿いの道を進み、石灰鉱山の手前から徒歩で林道へ入り、しばらくは林道沿いを進んだ後にポロヌプリ岳との鞍部から林道を外れ尾根に取り付いて登ると山頂に至る。